# Castellers of London
Els Castellers of London (CoL) són una colla castellera fundada el 2015 a Londres. Està integrada per una cinquantena de persones de diferent procedència, majoritàriament catalana però també britànica i d'altres nacionalitats, que resideixen en aquesta ciutat. La colla té el propòsit de difondre el fet casteller a la capital del Regne Unit mitjançant actuacions i organitzant assajos regulars per mostrar què són els castells i que tothom que vulgui ho pugui provar.
Un dels trets identificatius de la colla és el seu caràcter multicultural. Mitjançant l'organització d'assajos de portes obertes a persones interessades en participar en el fet casteller, la formació està integrada per persones individuals i famílies, de totes les edats i de diferents orígens que fan d'aquesta colla un punt de trobada i d'intercanvi de cultures.
La presentació oficial dels Castellers of London va ser el 18 de juliol del 2015 al Youth Fest de Tottenham. En els seus inicis van començar a fer castells al centre social de Rochester Square Gardens, a Camden, on van organitzar una sèrie de tallers amb l'objectiu de fer participar els aficionats londinencs. Aquests tallers van donar lloc als assajos de la colla castellera, els quals es van dur a terme a diferents espais de la ciutat: Camden Gardens, Regent's Park, fins a arribar a la seva seu actual a St. Thomas the Apostle Church a Arsenal (North London).
S'organitza a través de l'assemblea dels seus membres i funciona mitjançant grups de treball, els quals estan representats per la junta directiva i la junta tècnica encapçalats pel cap de colla i el president. Actualment aquests dos càrrecs l'ocupen Hasier Rodriguez i Stephen "Cuss" Anderson respectivament.

## Actuacions
La següent taula mostra la data, lloc i motiu de les actuacions realitzades pels Castellers of London:
| Data                   | Lloc                                       | Motiu                                        |
| ---------------------- | ------------------------------------------ | -------------------------------------------- |
| 18 de juliol de 2015   | Tottenham                                  | Youth Fest, 1r acte oficial en públic        |
| 26 de juliol de 2015   | Casal Català de Londres                    | Festa major del Casal                        |
| 5 de setembre de 2015  | Parc de Kennington, Lambeth (South London) | Celebració de la Diada Nacional de Catalunya |
| 24 d'octubre de 2015   | St Thomas the Apostole church              | Sessió de portes obertes                     |
| 12 de desembre de 2015 | St Pancras Community Centre (North London) | Festa de Nadal                               |
| 24 d'abril de 2016     | Mercat de Borough                          | Diada de Sant Jordi                          |